# Румянцев, Евгений Владимирович
Евгений Владимирович Румянцев (род. 13 января 1981, Кинешма) — доктор химических наук, профессор, исполняющий обязанности ректора Российского химико-технологического университета им. Д.И. Менделеева, лауреат Премии Правительства в области науки и техники (2024)

## Биография
В 1998 году окончил Кинешемскую среднюю школу № 19 и поступил в Ивановский государственный химико-технологический университет на направление «Химия», в Высший химический колледж Российской академии наук (Ивановское отделение). Бакалавр химии (2002), магистр химии (2004), дополнительная квалификация «Преподаватель высшей школы» (2004). В 2006 году досрочно защитил диссертацию на соискание ученой степени кандидата химических наук по теме «Билирубин и его синтетические аналоги: сольватация, кислотно-основные, координационные свойства и термоокислительная деструкция». В 2017 году защитил диссертацию на соискание ученой степени доктора химических наук по теме «Эффекты комплексообразования и межмолекулярных взаимодействий в химии дипирринов и билирубина».
Прошел путь от инженера-исследователя до декана факультета Фундаментальной и прикладной химии (2013 - 2017), с 2017 года - проректор по научной работе Ивановского государственного химико-технологического университета. В 2018 году назначен исполняющим обязанности ректора Ивановского государственного политехнического университета, избран его ректором в 2019 году. В 2024 году назначен исполняющим обязанности ректора Российского химико-технологического университета имени Д.И. Менделеева.
Женат, воспитывает дочь и сына.

## Научная, научно-педагогическая и научно-организационная деятельность
Румянцев Е.В. – специалист в области химии биологически активных веществ и их структурных аналогов, физико-химии и технологии полифункциональных волокнистых материалов и изделий из них; автор более 250 научных работ, из них 3 монографии, 4 патента; h-индекс: Web of Science – 19, РИНЦ – 22; научный руководитель коллективов, специализирующихся на химии гетероциклических БАВ и материалов на их основе (Ивановский государственный химико-технологический университет) и на физико-химии и технологии полифункциональных волокнистых материалов (Ивановский государственный политехнический университет, Институт химии растворов им. Г.А. Крестова РАН).
Румянцев Е.В. – трехкратный обладатель грантов Президента Российской Федерации для молодых российских ученых – кандидатов наук (2008, 2010, 2013 гг.), руководитель ведущего молодежного научного коллектива (гранты РФФИ), руководитель и исполнитель ряда грантов и проектов РФФИ, РНФ, Минобрнауки.
Подготовил 6 кандидатов наук, все они – признанные ученые в России и за рубежом.
Работы Румянцева Е. В. развивают координационную и супрамолекулярную химию дипирринов и их биологического производного – билирубина через выявление новых эффектов, сопровождающих фундаментальные процессы с их участием: кислотно-основные равновесия и комплексообразование, диссоциация комплексов, поглощение и испускание лучистой энергии, формированиие и разрушение межмолекулярных связей с растворителем и функциональными группами супрамолекулярного окружения, окисление.
Важным направлением работы Румянцева Е.В. и его научных групп в последнее время являются разработка технологии глубокой модификации волокнистых материалов отечественными наноразмерными системами, полимерами, олигомера и адгезивами, методы поверхностной и объемной модификации натуральных и синтетических волокнистых материалов новейшими российскими гидрофобизаторами, полиэлектролитами, интерференционными пигментами и др.
Созданные разработки позволяют заменить часть ушедшей с отечественного рынка продукции спецназначения, разработанные составы позволили заменить импортные препараты линий Санитайзед, Nuva, Coloray, БАСФ, достигнутый экономический эффект – только на ООО «Спецтекстиль» оценивается в 660 млн руб., общий выпуск стратегической продукции на основе разработанных технологий – более 1,2 млрд руб. За эти работы в 2024 г. коллектив ученых Иванова, Москвы и Санкт-Петербурга под руководством Румянцева Е.В. получил Премию Правительства РФ в области науки и техники.
Румянцев Е.В. – автор более 5 новых учебных курсов, 10 учебных пособий, главный редактор научного журнала «Известия Вузов. Технология текстильной промышленности».

## Общественная деятельность
Создал проекты «Летняя школа юных химиков», «Областной конкурс юных химиков», «Конкурс инновационных идей и методических решений при преподавании химии в средней школе»,«Всероссийский фестиваль науки в Ивановской области», «Центр научно-технического творчества студентов «Нанобиоцид» и др. В 2011 г. возглавлял Организационный комитет по проведению Всероссийского фестиваля науки в Ивановской области. Является членом оргкомитетов ряда Всероссийских и Международных научных мероприятий. Член Совета молодых ученых и специалистов при Губернаторе Ивановской области (2004 - 2015), председатель Совета молодых ученых Ивановского государственного химико-технологического университета (2010 - 2015), председатель Ивановского отделения Российского союза молодых ученых (2004 - 2010). Сопредседатель Регионального штаба Общероссийского народного фронта в Ивановской области (2013 - 2018). Член общественного совета при Департаменте экономического развития и торговли Ивановской области (2018 - н.в.). Член Президиума Российского союза химиков. Член Российского химического общества им. Д.И. Менделеева.  Депутат Ивановской городской думы (2019 - 2025). Доверенное лицо кандидата в Президенты РФ В.В. Путина (2012).

## Публикации
Публикационная активность — РИНЦ.
1. RECENT ADVANCES OF INDIVIDUAL BODIPY AND BODIPY-BASED FUNCTIONAL MATERIALS IN MEDICAL DIAGNOSTICS AND TREATMENT Marfin Y.S., Solomonov A.V., Timin A.S., Rumyantsev E.V.  Current Medicinal Chemistry. 2017. Т. 24. № 25. С. 2745-2772
2. DESIGN AND APPLICATIONS OF DIPYRRIN-BASED FLUORESCENT DYES AND RELATED ORGANIC LUMINOPHORES: FROM INDIVIDUAL COMPOUNDS TO SUPRAMOLECULAR SELF-ASSEMBLED SYSTEMS Solomonov A.V., Marfin Y.S., Rumyantsev E.V.  Dyes and Pigments. 2019. Т. 162. С. 517-542.
3. BODIPY ASSOCIATES IN ORGANIC MATRICES: SPECTRAL PROPERTIES, PHOTOSTABILITY AND EVALUATION AS OLED EMITTERS Merkushev D.A., Usoltsev S.D., Marfin Y.S., Rumyantsev E.V., Pushkarev A.P., Volyniuk D., Grazulevicius J.V.  Materials Chemistry and Physics. 2017. Т. 187. С. 104-111.
4. ХИМИЧЕСКИЕ ОСНОВЫ ЖИЗНИ Румянцев Е.В., Антина Е.В., Чистяков Ю.В.  учебное пособие для вузов по направлению подготовки бакалавров и магистров "Химия" / Москва, 2007.
5. SYNTHESIS AND APPLICATION OF AMINO-MODIFIED SILICAS CONTAINING ALBUMIN AS HEMOADSORBENTS FOR BILIRUBIN ADSORPTION Timin A., Rumyantsev E., Solomonov A.  Journal of Non-Crystalline Solids. 2014. Т. 385. С. 81-88.
6. FLUORESCENT PROPERTIES OF 8-SUBSTITUTED BODIPY DYES: INFLUENCE OF SOLVENT EFFECTS Marfin Y.S., Merkushev D.A., Usoltsev S.D., Shipalova M.V., Rumyantsev E.V.  Journal of Fluorescence. 2015. Т. 25. № 5. С. 1517-1526.
7. PREPARATION AND SURFACE PROPERTIES OF MESOPOROUS SILICA PARTICLES MODIFIED WITH POLY(N-VINYL-2-PYRROLIDONE) AS A POTENTIAL ADSORBENT FOR BILIRUBIN REMOVAL Timin A., Rumyantsev E., Solomonov A.V., Lanin S.N., Rychkova S.A., Guseynov S.S., Antina E.V.  Materials Chemistry and Physics. 2014. Т. 147. № 3. С. 673-683.
8. ХИМИЯ БИЛИРУБИНА И ЕГО АНАЛОГОВ Антина Е.В., Румянцев Е.В.  Москва, 2009.
9. INTERACTION OF BODIPY DYES WITH THE BLOOD PLASMA PROTEINS Marfin Y.S., Merkushev D.A., Rumyantsev E.V., Aleksakhina E.L., Tomilova I.K.  Journal of Fluorescence. 2016. Т. 26. № 1. С. 255-261.
10. SYNTHESIS AND SPECTRAL PROPERTIES OF PREORGANIZED BODIPYS IN SOLUTIONS AND LANGMUIR-SCHAEFER FILMS Marfin Y.S., Usoltsev S.D., Rumyantsev Е.V., Molchanov E.E., Kuznetsov V.V., Kazak A.V., Smirnova А.I., Chumakov А.S., Glukhovskoy Е.G.  Applied Surface Science. 2017. Т. 424. С. 228-238.

## Награды
За активную научную и общественную деятельность Е. В. Румянцев награждён Благодарственными письмами и Грамотами Президента РФ, Министерства образования и науки РФ, Губернатора Ивановской области, Ивановской областной думы, главы Иванова.
- 2012г. — Почетная грамота Министерства образования и науки Российской Федерации за многолетнюю плодотворную работу по работу по развитию и совершенствованию учебного процесса, значительный вклад в дело подготовки высококвалифицированных специалистов.
- 2018г. — Благодарственное письмо Президента Российской Федерации В.В. Путина.
- 2018г. — Благодарность Департамента образования Ивановской области за активное участие в научной и образовательной деятельности, направленной на сохранение отечественных научных школ и развитие системы подготовки кадров для текстильной и легкой промышленности.
- 2021г. — Почетная грамота Министерства науки и высшего образования Российской Федерации.
- 2022г. — Почетное звание "Почетный работник сферы образования Российской Федерации".
- 2024г. — Премия Правительства Российской Федерации в области науки и техники за разработку инновационных технологических решений, позволяющих создавать полифункциональные текстильные материалы и изделия из них[2].